# آمار سينج
آمار سينج هو سياسي هندي من ولاية أتر برديش وأحد القادة المؤسسين لحزب «ساماجوادي»، وشغل منصب الأمين العام للحزب، وهو عضو في مجلس الولايات في برلمان الهند. ولد في 27 يناير عام 1956 في مدينة «أعظم كره». كان من الأصدقاء المقربين لممثل بولييود أميتاب باتشان، ورجل الصناعة الملياردير أنيل أمباني.
اشتهر آمار سينج في نيودلهي عندما تحولت حكومة الحزب التحالف التقدمي المتحد إلى أقلية بعدما سحب الحزب الشيوعي الهندي دعمه لاتفاق البرنامج النووي المقترح مع الولايات المتحدة. وقد نشأ حزبه (Samajwadi) والذي أسسه (Mulayam Singh Yadav) بدعم من 39 عضو. [بحاجة لمصدر]

## الجدل
في 22 يوليو عام 2008 اتهم رئيسَ وزراء ولاية أتر برديش باختطاف ستة نواب في حزبه من الولاية المذكورة واحتجازهم في ولاية أتر برادي فافان في نيودلهي. وفي وقت لاحق طرد حزب ساماجوادي ستة أعضاء في البرلمان لتحديهم تعليمات الحزب أثناء اقتراح التصويت بالثقة.
أصيب آمار سينج بفشل كلوي كامل، وأُعلن أنه يتلقى العلاج في سنغافورة لزرع الكلى. تورط أيضًا في نزاع من خلال طلبه للتحقيق الدقيق في قضية مصادمات (Jamia Nagar). فقد أعطى أسرة الضابط موهان جاند شارما - ضابط شرطة لقي حتفه في المصادمات - مليون روبية. ثم طالب في وقت لاحق بتحقيق قضائي في حدوث إطلاق النار، مما يدل على أن اللقاء قد يكون وهمي. وقد انتقدته أسرة الضابط المذكور، وردت إليه أموله.